# Mammillaria melaleuca
Mammillaria melaleuca Karw. ex Salm-Dyck, 1850 è una pianta succulenta della famiglia delle Cactaceae endemica del Messico.

## Descrizione
Questa Mammillaria non forma gruppi se non parecchio in avanti con gli anni in natura, mentre in coltivazione capita più comunemente, nonostante la lenta crescita, di solito comunque si vedono piante provviste di un singolo fusticino globoso di colore verde scuro, largo e alto circa 6–7 cm. Come in tutte le piante del suo genere il fusto è ricoperto da "mammelle" i tubercoli.
In questa specie essi sono resistenti, ovato-ottusi, sodi e senza lattice nei loro tessuti.
Le ascelle alla base dei tubercoli sono prive di lanuggine o setole.
L'areola è provvista solitamente di una sola spina centrale marrone on sfumature porporine, fine ma rigida. Le spine radiali sono 8-9, diritte o quasi, disposte a raggera, le 4 superiori un po' più lunghe e di colore marrone, le altre biancastre.
Fiori gialli di circa 3 cm di lunghezza. Frutti da verdi a marroncini, contenenti numerosi semi marrone nerastri.

## Distribuzione e habitat
M. melaleuca è diffusa in natura nello stato messicano di Tamaulipas, ad altitudini comprese tra i 1300 e i 2000 m.

## Conservazione
La Lista rossa IUCN classifica Mammillaria melaleuca come specie in pericolo di estinzione (Endangered).